# 570-е годы до н. э.
570-е (пятьсо́т семидеся́тые) го́ды до на́шей э́ры по пролептическому юлианскому календарю — промежуток времени с 1 января 579 года до н. э. по 31 декабря 570 года до н. э., включающий с 579 по 571 годы 3-го десятилетия  и 570 год 4-го десятилетия VI века 1-го тысячелетия до н. э. Им предшествовали 580-е годы до н. э., за ними следовали 560-е годы до н. э. Они закончились 2595 лет назад.

## Важнейшие события
- 570—560-е годы — Борьба Алиатта с греческими городами. Покорение пафлагонян, вифинов, карийцев.
- Ок. 575 год до н. э. — Начало чеканки монет в Афинах.

- 575 год до н. э. — 16-й год по эре правления луского князя Чэн-гуна[1].
- В 1 луне в Лу были дожди, и вода не замёрзла[2].
- В 4 луне, в день синь-вэй умер тэнский князь[3].
- чжэнский князь изменил Цзинь и вступил в союз с Чу. Цзинь напало на Чжэн, чусцы по просьбе пришли на помощь[4].
- В 4 луне чжэнский полководец гун-цзы Си вторгся в Сун[5], в ответ Вэй атаковало Чжэн[6].
- Цзиньский князь Ли-гун возглавил армию и в 5 луне переправился через Хуанхэ, напал на Цао и взял в плен Чэн-гуна[7], но вскоре освободил[8]. По «Цзо чжуань», четырьмя армиями Цзинь командовали Луань Шу, Ци Ци, Хань Цюэ и Чжао Чжань[9]. Кучэн Шу и Луань Янь (Луань Хуань-цзы) были посланы в Ци и Лу вызвать помощь[10]. В Лу за войском в 6 луне прибыл Луань Янь, но к битве оно не подоспело[11].
- В 6 луне, в день бин-инь, в новолуние, было солнечное затмение[12] (в «Ши цзи» не отмечено). По современным данным, оно произошло 9 мая 575 года до н. э. Архивная копия от 22 марта 2019 на Wayback Machine
- Чуский царь выступил помочь Чжэн. Цзиньский полководец Фань Вэнь-цзы (Ши Се) просил повернуть обратно (эпизоды 148, 151—155 «Го юй»[13]), Луань Шу предлагал обороняться за валами лагеря, но Ци Чжи настоял на наступлении (эпизод 149 «Го юй»), советы цзиньцам давал также Юн-цзы[14]. В 6 луне, в день гуй-сы (по «Чуньцю», в день цзя-у) цзиньское войско разгромило Чу и Чжэн при Яньлине, пока лишь половина чуских войск заняла боевые позиции. Стрела Люй Ци попала в глаз чуского вана[15]. После боя чуский ван убил Цзы-фаня (гун-цзы Цэ) из лука, упрекнув его в пьянстве, и вернулся[16].
- Чуский ван прислал Ци Чжи в подарок за храбрость лук (эпизод 150 «Го юй»)[17]. В плен в битве попал чуский княжич Фа-гоу. Луань Шу обещал освободить княжича, если тот будет клеветать на Ци Чжи (эпизод 156 «Го юй»)[18].
- Цзиньский князь Ли-гун решил убрать сановников и поставить на их место родственников своих наложниц. Сюй Тун (один из этих родственников) и Луань Шу ненавидели Ци Чжи. Чуские послы прибыли в Цзинь и обманно обвинили Ци Чжи в сношениях с чусцами и поддержке княжича Чжоу. Ли-гун для проверки отправил Ци Чжи послом в Чжоу, и там интрига Луань Шу свела его с княжичем Сунь Чжоу. Ли-гун поверил в измену Ци Чжи[19]. К тому времени из рода Ци было 5 дафу и три сановника[20].
- Цзиньский посол Ци Чжи прибыл в Чжоу сообщить о победе при Яньлине. Чжоуские сановники шаоский Хуань-гун и даньский Сян-гун порицали высокомерие Ци Чжи (эпизод 24 «Го юй»)[21].
- Осенью собрался съезд князей в Ша-суй, в нём участвовали князья Цзинь, Ци, Вэй, сунский посол Хуа Юань и чжуский посол. Луский гун приехал, но в съезде не участвовал и вернулся[22].
- Цзиньские войска после победы напали на Чжэн и Чэнь[23]. В походе на Чжэн осенью участвовали чжоуский полководец Инь-цзы, цзиньский князь, циский полководец Го Цзо, луский князь и чжусцы[24].
- Осенью цаоский князь вернулся из столицы Чжоу[25].
- В 9 луне цзиньцы задержали Цзисунь Син-фу и поселили его в Тяо-цю[26]. По рассказу «Ши цзи», Сюань-бо из Лу обратился к Цзинь, желая убить Цзи Вэнь-цзы. Но тот избежал этого благодаря своей справедливости[27]. Цзиньцы схватили Цзи Вэнь-цзы (Цзисунь Хан-фу) по обвинению в связях с Ци и Чу. Цзышу Шэн-бо поехал в Цзинь хлопотать за него (эпизод 47 «Го юй»), и его освободили[28].
- Луский сановник Шусунь Сюань-бо (Шусунь Цяо-жу) был любовником княгини Му Цзян (жены Сюань-гуна), пытался захватить власть, но в 10 луне, в день и-ю бежал в Ци[29].
- В 12 луне, в день и-чоу цзиньский посол Ци Чу (Цэ-чоу) и луский посол Цзисунь Син-фу заключили договор в Ху[30].
- В 12 луне луский гун вернулся со съезда, а в день и-ю был казнён луский гун-цзы Янь[31].